# Ilhéus Secos
Els Ilhéus Secos, també coneguts com a Ilhéus do Rombo, són un grup d'illots de l'arxipèlag de Cap Verd. Estan situats en el grup de les illes de Sotavento, entre 7 i 8 km al nord de l'illa Brava, de l'administració municipal de la qual depenen. Reben aquest nom a causa que són illots secs i sense a penes vegetació en comparació de la veïna illa Brava. Estan situades a una muntanya submarina volcànica 7 km al nord de l'illa Brava i 15 km a l'oest de l'illa de Fogo. Administrativament, formen part del municipi de Brava. Es poden veure des de Brava, i algunes vegades des de Fogo.

## Descripció
Formen el grup d'illots, l'Ilhéu Grande i l'Ilhéu de Cima, els dos més grans, així com tres illots de menor grandària, anomenats: do Rei, Sapado i Luís Carneiro. Els illots presenten una vegetació de prada seca i costes rocoses. L'Ilhéu Grande està situat a l'oest i té una longitud d'1,5 km de sud-oest a nord-est i una amplària d'uns 600 a 800 m d'est a oest. Aquest illot és el major de tots i presenta una badia en la part nord-oest. El centre de la cadena conté dos illots amb poca o nul·la vegetació. L'Ilhéu de Cima té al voltant d'1 km de longitud de sud a nord i de 500 a 600 m d'est a oest. És el segon més gran. Un altre illot se situa a 500 m al nord-oest i igualment amb prou feines conté vegetació.

## Fauna
Ilhéu de Cima és famosa per les colònies d'ocells marins. Ilhéu Grande, que ha estat utilitzat pels pastors de cabres i baleners en el passat, actualment no compta per la reproducció d'aus marines, encara que hi haurien existit anteriorment grans colònies, ja que l'illa compta amb capes gruixudes de guano. El grup d'illes ha estat identificat com a Important Bird Area (IBA) per BirdLife International pel fet que acull importants colònies d'ocells marítims com falcons pelegrins i pardals de Cap Verd. També s'ha informat que a les petites platges de l'Ilhéu de Cima ocasionalment hi fan niu tortugues marines. La fauna inclou espècies de gecko Tarentola protogigas